# Reagrupament Popular per al Progrés
El Reagrupament Popular pel Progrés (Rassemblement Populaire pour le Progres) és un partit polític de Djibouti.
Fou format el 1979 com a continuador de la Lliga Popular Africana per a la Independència del president Hassan Gouled Aptidon. El 1881 una reforma constitucional va establir el règim de partit únic, però el 1992, revoltats els àfars, es van haver d'autoritzar altres partits (tres més). El 2003 es van aixecar les limitacions, i el Reagrupament Popular pel Progrés va anar a les eleccions dins la coalició "Unió per la Majoria Presidencial de Djibouti", que va obtenir la majoria.
Des de llavors resta dins aquesta coalició en la que ha participat en les eleccions presidencials de 2005 i legislatives de 2008. El líder del partit és el president del país, Ismail Omar Guelleh.